# Hyundai Rotem 140N
Hyundai Rotem 140N (nazywany również Hultaj, a także Warsolino) – jednoprzestrzenny, niskopodłogowy, wieloczłonowy tramwaj przegubowy produkowany od 2020 roku przez fabrykę Hyundai Rotem w Changwon.

## Historia

### Geneza
W związku z uchwaleniem kolejnego budżetu Unii Europejskiej na lata 2014–2020, które zapewniało dofinansowanie do inwestycji w transport zbiorowy, Tramwaje Warszawskie podjęły prace nad przetargiem na nowe tramwaje.

### Przetargi
Pierwszy przetarg, ogłoszony w lutym 2017, zostały unieważniony, w związku z przekroczeniem przewidywanej ceny zamówienia. Drugi konkurs ogłoszono 14 września 2018, a nadesłane nań oferty otwarto trzy miesiące później. 8 lutego 2019 przetarg został rozstrzygnięty na korzyść koreańskiej fabryki Hyundai Rotem, jednak ze względu na odwołanie Pesy umowa została podpisana dopiero w czerwcu 2019. Zakłada ona dostawę 85 sztuk wagonów, wraz z opcją na dodatkowe 45.

### Produkcja, testy i dostawy
W październiku 2019 Tramwaje Warszawskie zapytały mieszkańców stolicy o preferencje wyglądu ścian czołowych wagonów. Przedstawiono trzy propozycje. Głosem mieszkańców wybrano wariant C, przedstawiający uśmiechnięty wagon o opływowych kształtach.
Pierwotnie zakładano, że pierwsze dwa wagony typu 140N dotrą do Warszawy w kwietniu 2021, zaś pozostałe do końca listopada 2022, jednak ze względu na pandemię COVID-19, terminy te przesunięto na kolejno czerwiec 2021 i listopad 2023.

### Nazwy typów
Nazwa typu 140N to kontynuacja stosowanej od połowy lat 60. zasady oznaczania modeli tramwajów kolejnymi trzycyfrowymi liczbami i literą N. Serie zapoczątkowały wtedy Pafawag 101N (1968) i Konstal 102N (1967). Oznaczenia bezpośrednio poprzedzające 140N przeznaczono dla wagonu Newag 138N.

## Konstrukcja

### Nadwozie
Pudło wagonu jest konstrukcją otwartą wykonaną ze stali nierdzewnej. Czoło wykonano z kształtek z tworzyw sztucznych, a na szkielecie czoła zabudowano zderzaki pochłaniające energię. Wszystkie szyby są wklejane, zastosowano panoramiczną szybę czołową.
Wagony są wyposażone w dziesięć par drzwi odskokowo-uchylnych (po 5 par na każdą stronę). Dodatkowo w każdej kabinie motorniczego znajdują się drzwi bezpośrednio na zewnątrz.
W przedniej i tylnej szybie wagonu zamontowano świetlne tablice kierunkowe o kolorze białym.

### Wnętrze
We wnętrzu zastosowano wyłożenia poliestrowe.
W przestrzeni pasażerskiej znajduje się 31 miejsc siedzących wyłożonych miękką tkaniną z motywem warszawskim.
Na system informacji pasażerskiej składają się głośniki emitujące zapowiedzi następnych przystanków oraz duże wyświetlacze wewnętrzne prezentujące m.in. następne przystanki i możliwe przesiadki.
Wszystkie wagony 140N wyposażono w dwie kabiny motorniczego. W kabinie zainstalowano pulpit oraz klimatyzator.

## Eksploatacja
| Państwo | Miasto   | Przewoźnik           | Liczba wagonów | Numery boczne | Lata dostaw  | Źródła |
| ------- | -------- | -------------------- | -------------- | ------------- | ------------ | ------ |
| Polska  | Warszawa | Tramwaje Warszawskie | 85             | 4201 ÷ 4285   | 2021-obecnie | [ 1 ]  |

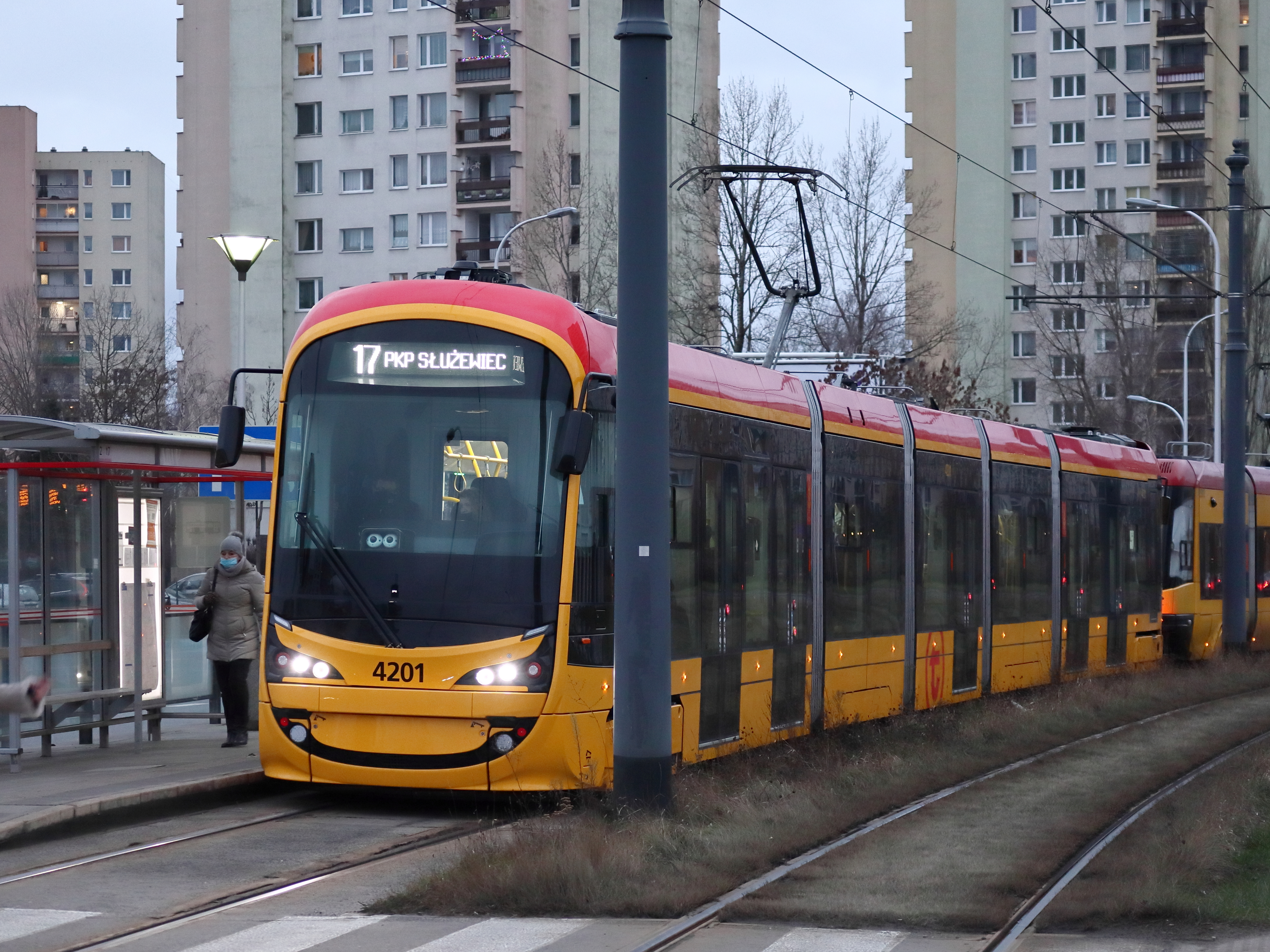
Warsolino na ul. Światowida w Warszawie

30 czerwca 2021 do Warszawy dotarły dwa pierwsze wagony typu 140N. Otrzymały one numery boczne 4201 i 4202 oraz zostały przydzielone do zajezdni R-4 „Żoliborz”. Przez kilkanaście dni jeden z pojazdów (#4201) był przygotowywany do pierwszej jazdy próbnej, która miała miejsce 16 lipca 2021.
W pierwszym tygodniu sierpnia wagony uzyskały świadectwo homologacji, dzięki czemu Tramwaje Warszawskie rozpoczęły procedurę odbioru wagonów.
Podczas Dni Transportu Publicznego, 18 września 2021, po raz pierwszy zaprezentowano wagon typu 140N. Wykonał wówczas premierowy kurs z pasażerami.
14 grudnia 2021, o godzinie 11:00, wagon typu 140N (o nr tab. 4201) zadebiutował w ruchu liniowym na linii 17.
W dniu 16 marca 2022 pierwsze dwa wagony oficjalnie wpisano na stan zajezdni R-4 „Żoliborz”.